# Jens-Rainer Ahrens
Jens-Rainer Ahrens (* 22. August 1938 in Hamburg) ist ein deutscher Politiker. Als Abgeordneter der SPD gehörte er während der 7. bis 11. Wahlperiode dem Niedersächsischen Landtag an.

## Leben
Nach der mittleren Reife absolvierte Ahrens eine Ausbildung zum Buchhändler und besuchte das Abendgymnasium. Im Jahr 1961 absolvierte er das Abitur und begann an der Universität Hamburg sein Studium der Soziologie. Seit 1970 war er Wissenschaftlicher Assistent am Seminar für Sozialwissenschaften und wurde im Jahr 1972 mit einer Arbeit über die Sozialisation von Studenten bei Janpeter Kob promoviert.
Ahrens wurde 1976 Professor für Soziologie an der Helmut-Schmidt-Universität der Bundeswehr in Hamburg. Er ist Mitglied der Gewerkschaft ÖTV (heute Ver.di) und der Arbeiterwohlfahrt sowie Mitglied der SPD seit 1965. Er hatte langjährige Funktionen im SPD-Unterbezirksvorstand im Landkreis Harburg und im Bezirksvorstand Hannover der SPD inne. Er wurde Mitglied des Niedersächsischen Landtages der 7. bis 11. Wahlperiode vom 21. Juni 1970 bis 20. Juni 1990. Vom 15. September 1978 bis zum 20. Juni 1990 war er Vorsitzender des Kultusausschusses im Niedersächsischen Landtag. Von 1996 bis 2001 war er Landrat des Landkreises Harburg.